# Bornă rutieră

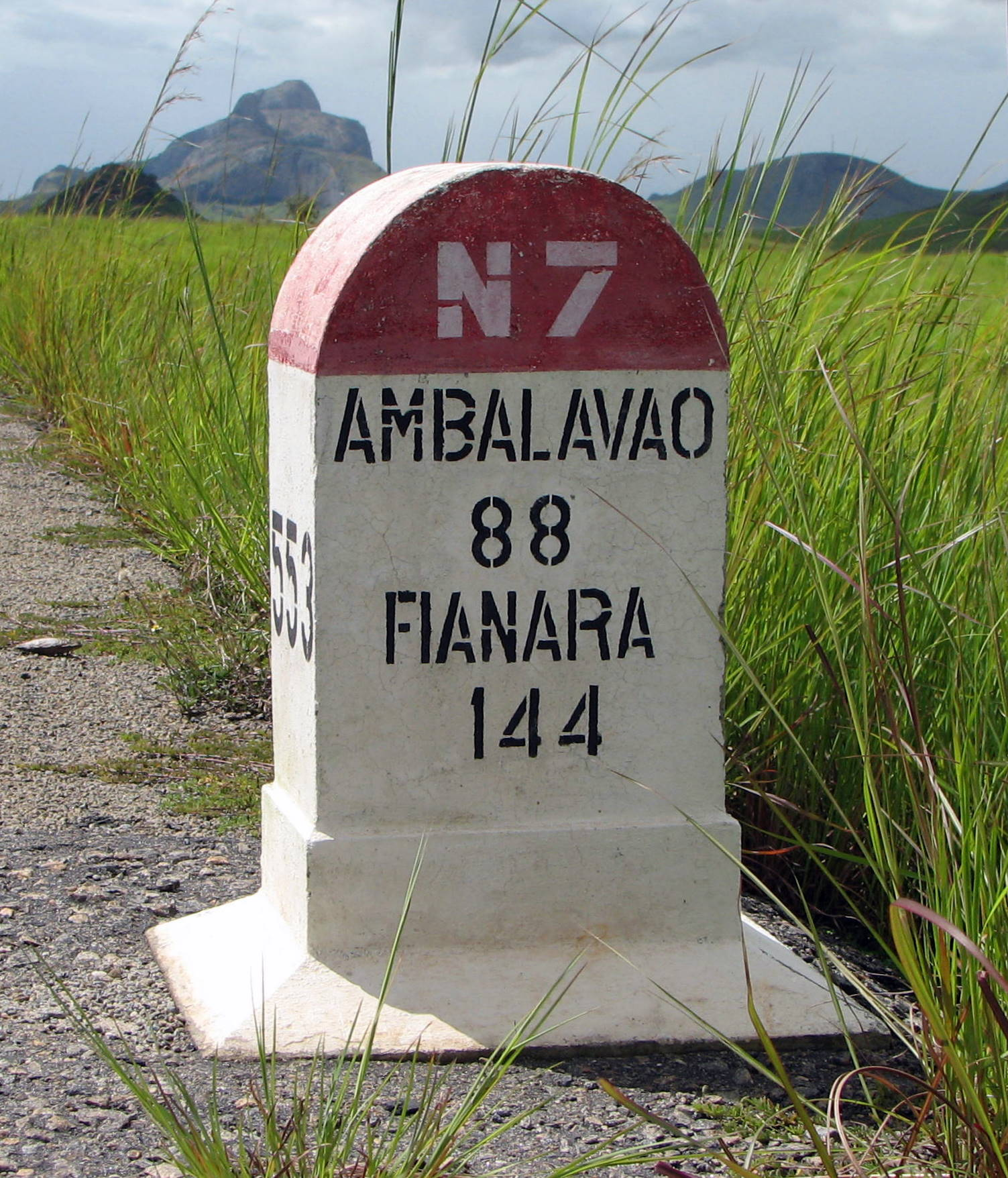
Bornă kilometrică în Madagascar (vechiul tip francez, din piatră)

O bornă rutieră este un element de semnalizare / de informare așezat pe marginea unui drum și destinat la identificarea drumului respectiv, precum și  la indicarea distanțelor, cel mai adesea spre localitățile vecine.
Primele borne rutiere care se cunosc sunt pietrele miliare care jalonau drumurile romane.